# Trykot (dzianina)

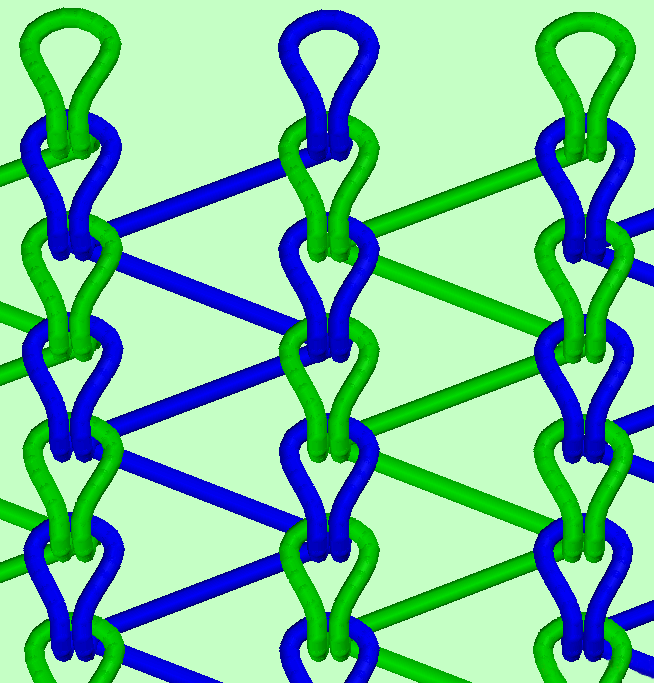
Schemat splotu trykotowego

Trykot – podstawowy splot dziewiarski dzianiny kolumienkowej. Powstaje gdy nitka tworzy otwarte lub zamknięte oczka w dwóch sąsiednich kolumienkach, przechodząc w poszczególnych rządkach. Z tej dzianiny bywają wytwarzane np. kostiumy gimnastyczne, zapaśnicze, kąpielowe, baletowe oraz ciepła bielizna, również nazywane trykotem.